# Sabbat (sorcellerie)
Pour les articles homonymes, voir Sabbat et Le Sabbat des sorcières.

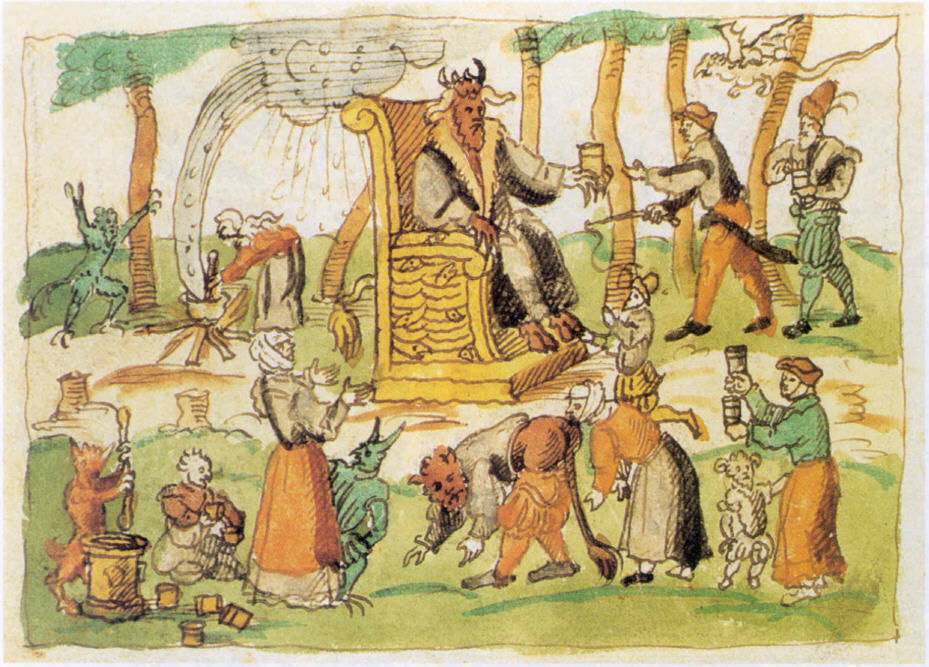
Sabbat de sorcières.
Chronique de Johann Jakob Wick (XVIe siècle).

Le sabbat est une assemblée nocturne de sorcières souvent associée à des rituels démoniaques.
Historiquement rapproché du Shabbat par antisémitisme, il ne correspond pas à un culte avéré, mais plutôt à un ensemble de croyances dont l'origine remonte à plusieurs religions païennes et se cristallise dans la littérature démonologique  à l’époque moderne. Par la suite, il devient un motif fantastique dans la littérature et l’art.

## Définition

### Confusion
| |  |  |
| Comparaison des représentations d'une sorcière "contemporaine" à gauche et de Juifs allemands (portant le judenhut imposé) au Moyen Âge, à droite. |  |  |

Le « sabbat des sorcières » ou « sabbat démoniaque » est une légende qui ne doit pas être confondue avec le mot S(h)abbat ou Chabbath (dans le judaïsme) ou avec le sabbat (dans le christianisme) qui est le septième jour de la semaine, temps de prière et de repos traditionnels pour les Juifs de tout temps ou pour le christianisme primitif,.
Le sabbat (des sorcières) n'est pas non plus synonyme de messe noire ; celle-ci (mentionnée plus tardivement dans les sources) n'étant parfois qu'un moment de ce « sabbat », et davantage un rite d'inversion intentionnellement mystique et sacrilège.

### Étymologie
Le mot sab(b)at provient de l'hébreu שבת shābbath, « sabbat », dérivant du verbe shābath signifiant « s'arrêter, se reposer » (Gen. 2, 2-3), passé ensuite au grec σαϐϐατον, sabbaton, puis au latin sabbatum.
Pour l'historien Pierre-François Fournier, le terme sabat est attesté par son dérivé sabateis employé dans le poème intitulé La Vengeance Raguidel, écrit probablement au début du XIIIe siècle, avec le sens de « grand tapage », et se réfère aux réunions d'hérétiques ensavatés ou ensabatés, c'est-dire celles des Vaudois mais à une époque où la notion de cérémonie nocturne de sorciers n'existe pas encore.
À partir de 1438 seulement, on commence à reprocher aux « sorciers » de se réunir nuitamment et de commettre toute sorte de crimes, jusqu'à une messe à rebours. Le terme poursuit son évolution sémantique et désigne les rites de diverses sectes ou religions étrangères au catholicisme comme ceux des vauderies (voir la vauderie d'Arras en 1459-61) et celle de la Synagogue.
Poursuivant sa dégradation sémantique, le mot sabat (identique au mot hébreu) apparaît d'abord en 1453 puis sabbat en 1475, et continue à être employé sous cette forme et exclusivement, avec une référence au shabath des Juifs, avec toujours l'idée de tapage et de désordre. L'hésitation étymologique porte donc sur une origine vaudoise passant ensuite au judaïsme ou sur une origine double, vaudoise au XIIIe siècle et juive au XVe siècle.

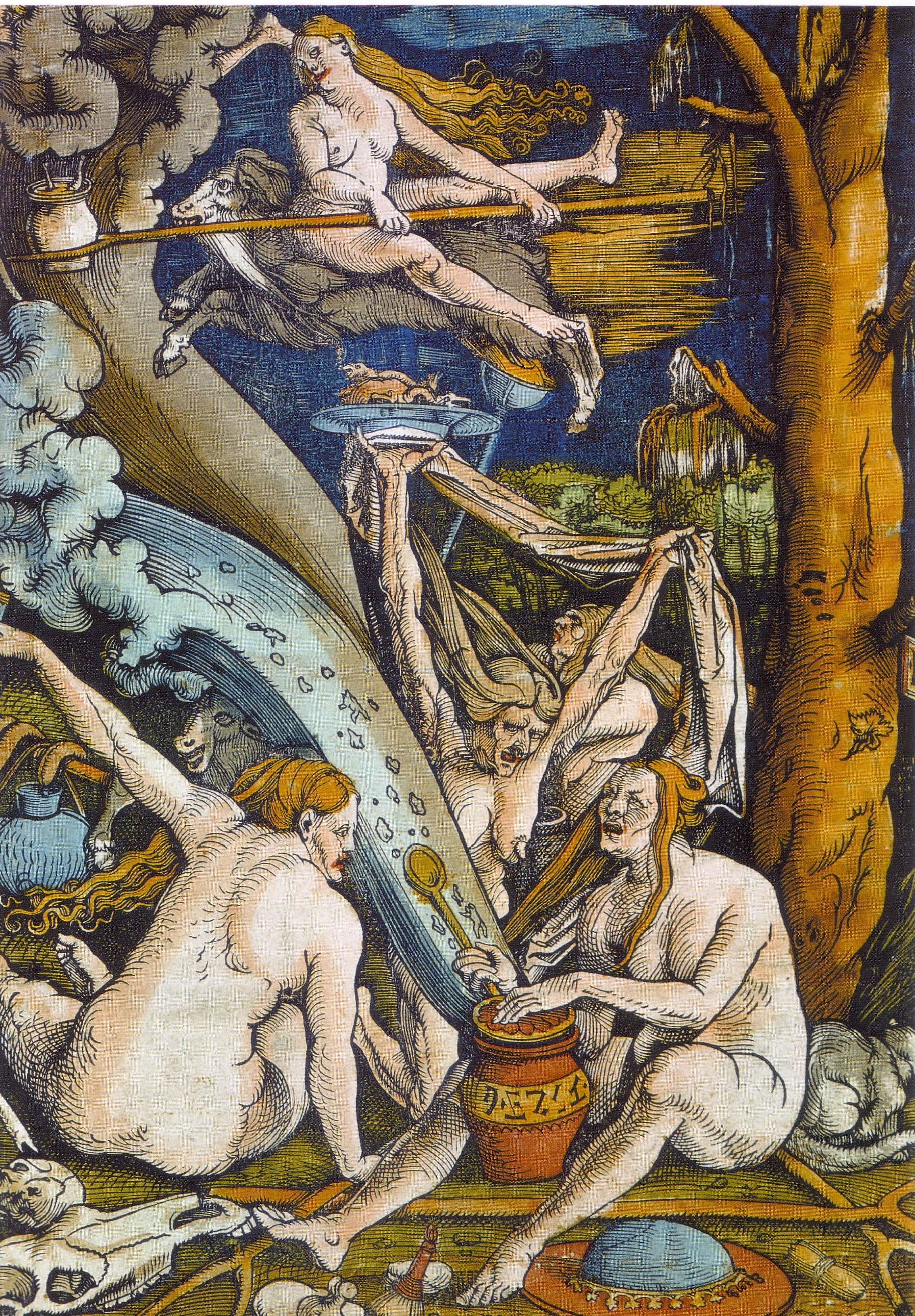
Le Sabbat des sorcières, H. Baldung Grien (1508-10), reprenant des attributs prêtés également aux Juifs

Au Moyen Âge, certains textes chrétiens de démonologie vont donc jusqu'à qualifier le sabbat des sorcières de « synagogue des sorcières » ou de « synagogue du diable » (ou inversement), en s'inspirant abusivement et de façon malveillante de l'expression évangélique « Synagogue de Satan » et de l'Apocalypse (II, 9 ; III, 9), sans doute à cause de cette analogie entre les deux termes (sabbath des Juifs et sabbat des sorcières), mais aussi parce que les rites et usages juifs étaient alors considérés « comme la quintessence de la perversion » du fait de l'antijudaïsme (antisémitisme d'alors) - Juifs et sorcières montrant d'ailleurs des attributs similaires dans l'iconographie et la littérature médiévales,.  

Le mot paraît donc être un emploi figuré ou étendu, abusif et malveillant de shabbat, fête hebdomadaire des Juifs (anciens et contemporains), fantasmée par les catholiques, par analogie antisémite, pour désigner ou dénigrer une fête ou une réunion étrange et méprisable pour eux. 
« Que la sorcellerie puisse être comparée à la transgression du Shabbat − (à l'opposé de ceux qui appelèrent délicatement « Shabbat » les rendez-vous des sorcières !) − est assez remarquable. »
Emmanuel Levinas
Des étymologies différentes ont été proposées. Plusieurs chercheurs voient dans le mot sabbat un dérivé de Dionysus sabazius (Σαϐάζιος) (dieu thraco-grec de la bière et du vin),. D'autres font venir le mot de sabae (chèvre) ; d'autres encore, comme la linguiste et anthropologue Margaret Murray, du verbe esbattre, dont la racine (esbat : coup, agitation, divertissement) est commune aux langues romanes. Dans certains textes, le « sabbat » est effectivement appelé esbat.

## Historique

### Formation du mythe

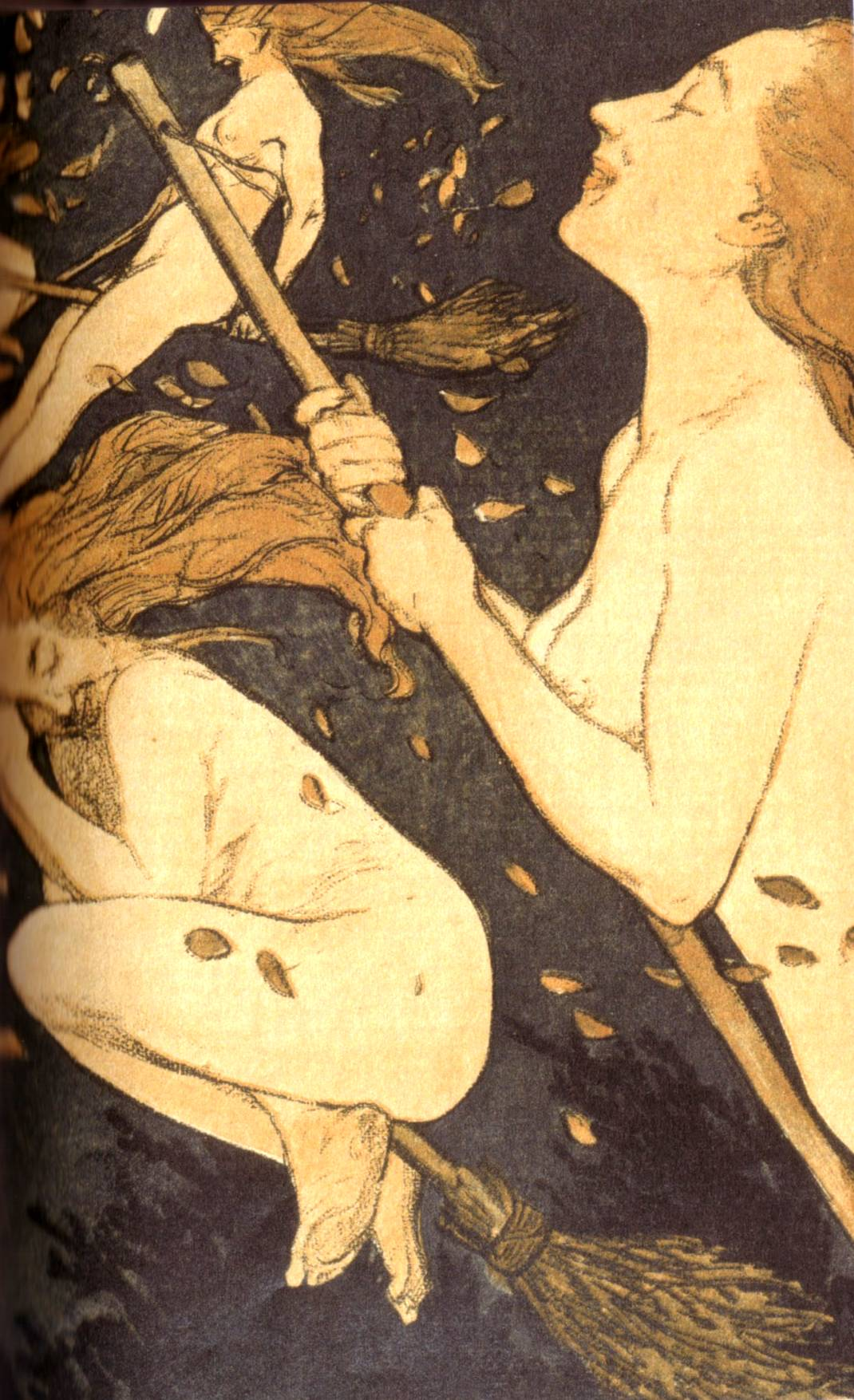
« Sabbat de sorcières », gravure (1909)

Selon la perspective de Carlo Ginzburg, plusieurs éléments mythiques et folkloriques, comme les benandanti frioulans et les kresniki dalmates se sont agrégés au cours des siècles avant de former le sabbat. Un substrat celtique aurait ainsi alimenté la tradition mortuaire populaire, la littérature savante aussi bien que des cultes extatiques, visible aussi bien dans des pages de La guerre des Goths de Procope de Césarée (VIe) que dans la matière de Bretagne.
Dans l'Antiquité romaine, rappelle l'historien Jean-Michel Sallmann, la strix était une créature cruelle qui volait la nuit pour dévorer les enfants et pomper les forces des adultes.
En 906, Réginon de Prüm, dans un recueil d'instructions destinés aux évêques connu sous le nom du Canon Episcopi, liste des superstitions à éradiquer des paroisses. Il mentionne des femmes disciples de Satan qui chevauchent des bêtes la nuit en compagnie de Diane, la déesse des païens. Un siècle plus tard, Burchard de Worms renvoie à des croyances similaires dans son Decretum, des femmes affirmant avoir été contraintes d'accompagner des démons lors de processions nocturnes, de dévorer des hommes baptisés ou de combattre au milieu des nuages. Pour ces auteurs, ces récits ne sont encore que le fruit d'une imagination diabolique ; ils sont pris pour des crimes réels qu'à partir du XVe siècle.
L'imaginaire de la sorcellerie porte les traces d'un culte extatique tiré du folklore celtique.
Au haut Moyen Âge, les réunions nocturnes semblent nommées bonesozes, « bonnes choses » ou en italien bensozia, et le dominicain Étienne de Bourbon les décrit encore au XIIIe siècle comme des bone res (bonnes choses) où l'on se joint à Diane. Après les mentions de vaudoisies, l'Inquisition espagnole utilise au milieu du XVe siècle, par exemple sous la plume du franciscain Alfonso de Espina (en) (Fortalitium fidei, Valladolid, 1459), le terme de « sabbat », par homonymie teintée d'antisémitisme avec Shabbat (selon le même procédé que le terme « Cabale »).

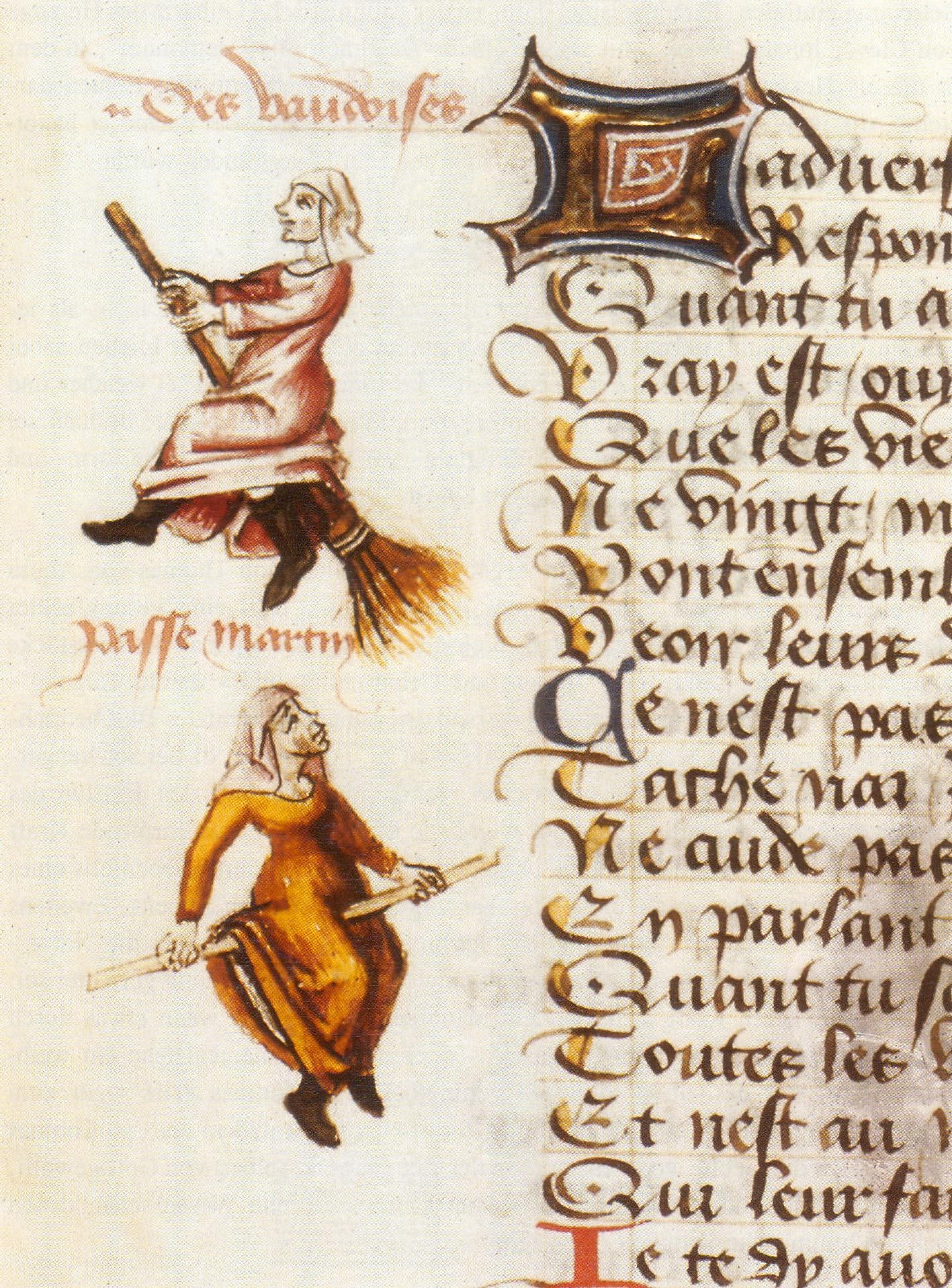
Enluminure représentant le vol de deux sorcières sur un balai et un bâton.
Martin Le Franc, Le Champion des dames (XVe siècle).

Le stéréotype du sabbat (de sorcières) se forme vers 1400-1430 dans les Alpes, plus précisément en Valais et les diocèses de Sion et de Lausanne. Sallmann énonce ainsi les séquences : il y a des sorciers et des sorcières, ils s'enduisent le corps d'un onguent fait de chair d'enfants sacrifiés rituellement, ils volent dans les airs vite et loin à cheval sur des animaux ou des balais, ils se rassemblent alors dans un lieu écarté, ils participent là à une cérémonie présidée par le Diable qui est représenté par un bouc, ils adorent le Démon et lui baisent l'anus (osculum infame), ils renient la foi chrétienne, ils piétinent les insignes du christianisme, la cérémonie se termine par une orgie générale où les sorciers s'accouplent avec des démons succubes et les sorcières avec des démons incubes. Suit un grand festin au cours duquel sont dévorés des enfants préalablement mis à mort rituellement.
L'apparition du sabbat sorcier est à mettre en relation avec la crise de la société européenne au XIVe siècle, qui voit une séquence de persécutions contre des groupes marginaux : les lépreux, les Juifs et les hérétiques (notamment vaudois). La longue période d'activité inquisitoriale a favorisé la convergence de la traque contre les hérésies et des sectateurs sorciers
.

### Théorisation démonologique et traque inquisitoriale
Le 4 septembre 1409, le pape Alexandre V adresse une bulle au franciscain et inquisiteur général Ponce Fougeyron, qui dénonce la propagation de nouvelles sectes et rites interdits à l'instigation de Juifs et de chrétiens, condamnant la pratique répandue de la divination, de la magie et d'arts prohibés. La zone concernée s'étendait du diocèse de Genève à celui d'Avignon en passant par le Dauphiné et le Comtat Venaissin. Écrit entre 1435 et 1437, le Formicarius du dominicain Johannes Nider, réunissant des informations du juge Peter von Greyerz et de l'inquisiteur d'Évian, insiste sur la diffusion des maléfices et esquisse l'image encore peu répandue d'une secte de sorciers.
Les prédications de Bernardin de Sienne en langue vulgaire, en Italie du Nord, jouent un rôle quant à la formation du mythe du « sabbat ». Elles condamnent des pratiques associées de manière générale à la sorcellerie, en particulier la fabrication d'onguents à partir de plantes et de graisse humaine, ingrédients utilisés pour les cérémonies nocturnes avec le diable. Le prédicateur franciscain demeure fidèle aux enseignements du Canon Episcopi quant aux pratiques de ces officiantes occultes, mais ne croit cependant pas à leur réalité, contrairement aux couches populaires. La réalité de cette dernière divise en effet la société toscane des années 1420.
L'une des premières chasses aux sorcières attestées par la documentation, se déroule dans le canton du Valais à la fin des années 1420 et au début des années 1430.
Un premier essai de théorisation du sabbat et du vol des sorcières est rédigé par un auteur anonyme entre 1430 et 1440, intitulé Errores Gazariorum.
En 1453, le prédicateur Guillaume Adeline est condamné pour appartenance à une secte de sorciers, négation du sabbat et affirmation que le vol des sorcières est en réalité le produit d'une illusion diabolique. Des démonologues français comme Nicholas Jacquier (en)  ou Pierre Mamoris s'appuient sur ce procès pour appeler à intensifier la répression judiciaire contre les manifestations démoniaques. La réalité ou l'illusion du sabbat sont vivement discutées durant cette période en Franche-Comté, comme en témoigne un passage du Champion des Dames de Martin Le Franc.
Au XVe siècle, Jacques Du Clercq donne l'une des premières descriptions en français du sabbat (des sorcières), qu'il attribue aux Vaudois :

« Alors l'inquisiteur déclara que les ci-dessus nommés avaient été en vauderie [sabbat], en la manière qui suit : Quand ils voulaient aller en vauderie, ils s'enduisaient d'un onguent que le diable leur avait donné ; ils en frottaient une verge de bois bien petite, et des palmes en leurs mains ; mettaient cette vergette entre leurs jambes, s'envolaient où ils voulaient, et le diable les portait au lieu où ils devaient faire ladite assemblée… »

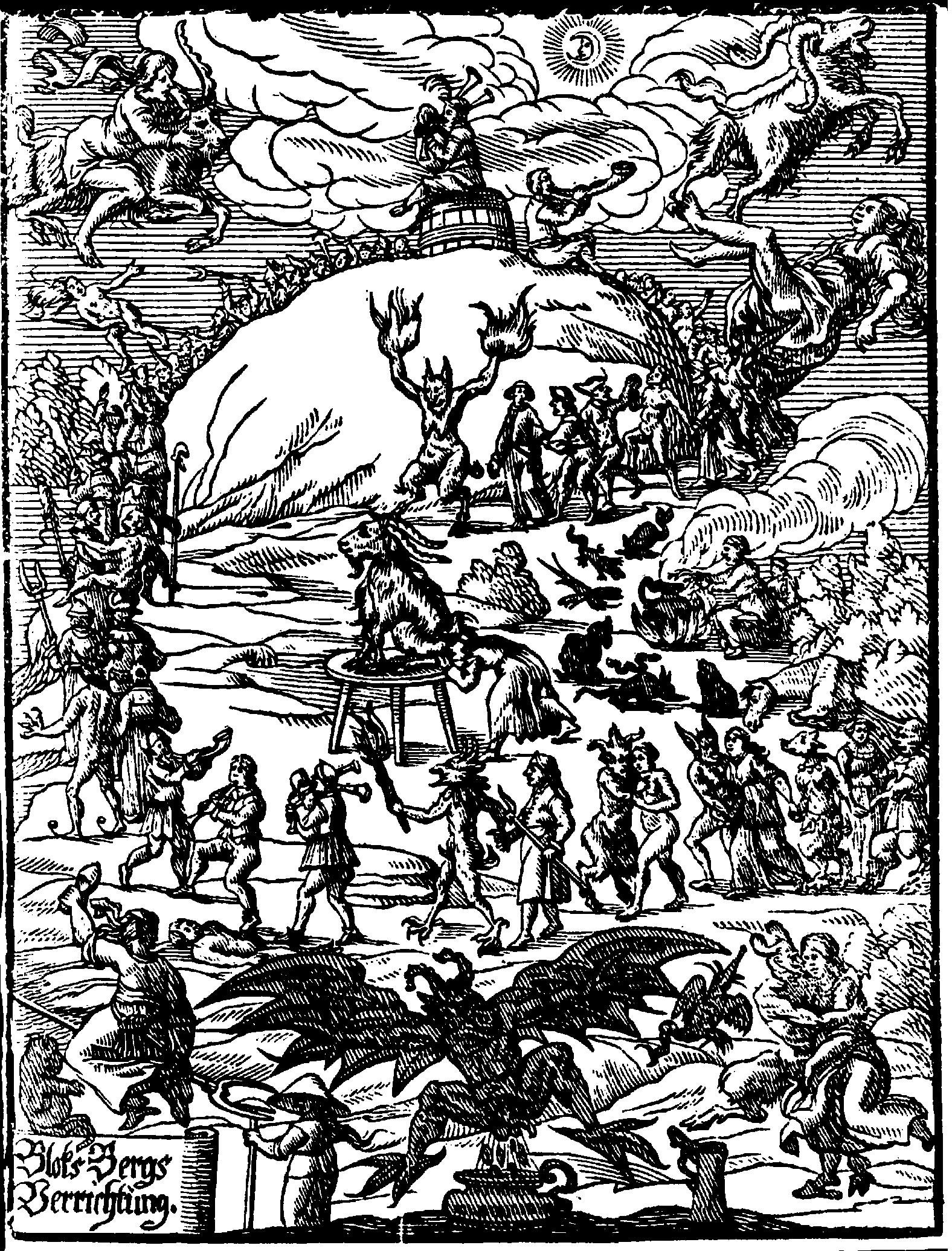
Vues du sabbat, par Johannes Praetorius (1668)

En 1486-1487, deux dominicains rhénans, Jacob Sprenger et l'inquisiteur Henry Institoris (Krämer), dans le Malleus maleficarum (Le Marteau des sorcières), soutiennent la thèse du complot sataniste et de la secte des sorciers.

### Scepticisme et déclin
En 1489, Ulrich Molitor, dans son De Lamiis et Pythonicis Mulieribus (Des sorcières et des devins femmes), se prononce sur le caractère en partie illusoire du crime sorcier, même s'il ne nie pas le sabbat mais plutôt des aspects surnaturels comme le vol. Dans son De praestigiis daemonorum ac incantationibus de 1563, Johann Wier, médecin à la cour de Clèves, affirme que le diable agit par le biais de songes, des humeurs et de l'imagination afin de suggérer les fantasmes de sorcellerie. Considérées souvent comment minoritaires et radicales, ses théories s'appuient cependant en partie sur celles d'Ulrich Molitor et de Thomas d'Aquin
Montaigne, sous-entendant que la sorcellerie tiendrait de la mélancolie, conseille en effet dans l'essai « Des Boiteux », de soigner ces femmes à l'ellébore, remède supposé contre les maladies mentales.
Le milieu du XVIIe siècle voit s'amorcer l'atténuation de la persécution de la sorcellerie et les croyances associées au sabbat, comme le thème de l’armée des morts, commencent à être commentées avec une perspective historique et distanciée.

## Cérémonie

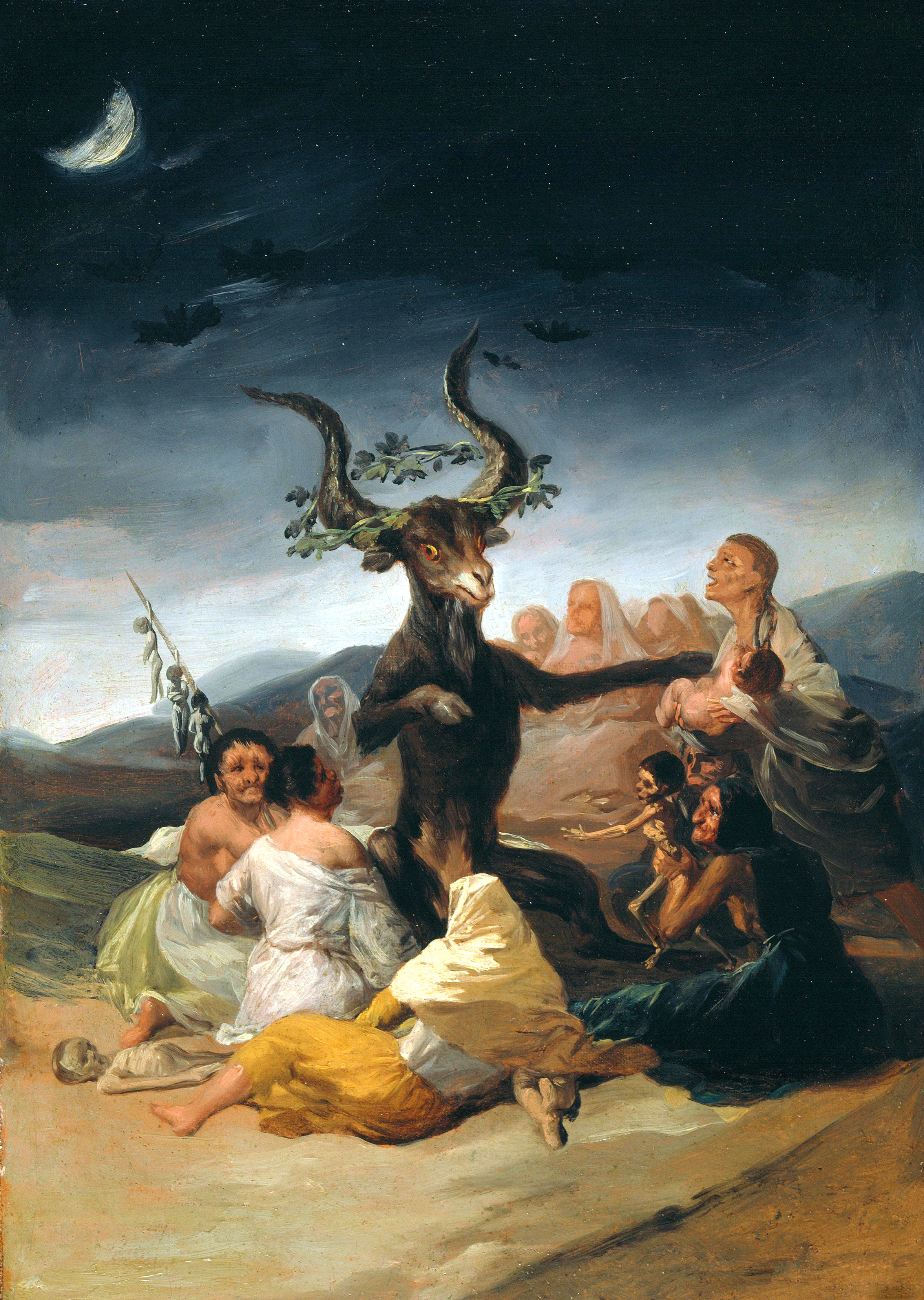
Le Sabbat des sorcières, Francisco de Goya (1798), musée Lazare Galdiano.

### Lieu

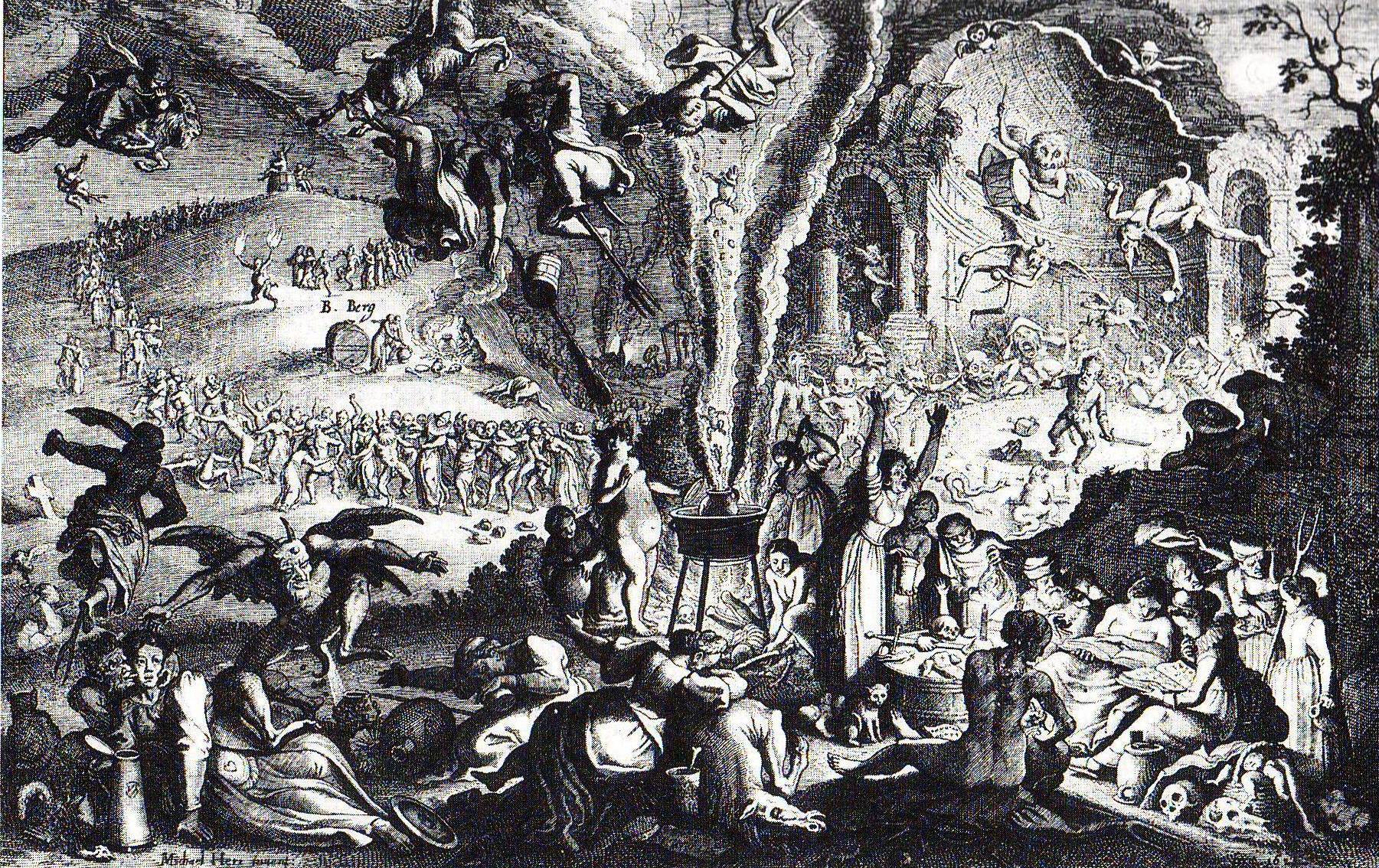
« Sabbat de sorcière sur le mont de Brocken », (de) Michael Herr (1650)

Selon la tradition, les contes, les légendes, le « sabbat des sorcières » est célébré dans une clairière, une lande, à un carrefour, de nuit dans un endroit désert, près d’une source ou d'une fontaine, ou en un lieu offrant une particularité topographique, tel qu’un sommet de colline, un rocher ou un amas de pierres, ou encore un lieu connu depuis la préhistoire, comme un dolmen, ou simplement un grand arbre séculaire, toujours dans la nature et en contact avec elle.
Le démonologue Henry Boguet, ainsi que Pierre de Lancre, au début du XVIIe siècle, mentionne encore que les officiants dansent une ronde en se tournant le dos,. Jules Michelet cite aussi la « ronde de sabbat » dans le chapitre 11 de La Sorcière. La présence du sabbat dans un carrefour est issue d'une très ancienne tradition, restée particulièrement vivace dans les carrois (carrefour) berrichons.

### Dates
Le sabbat (des sorcières) n’a pas particulièrement lieu le samedi mais plutôt à la veille des fêtes chrétiennes. Dans la tradition la plus ancienne, il semble même qu’il ait eu lieu plutôt dans la nuit du jeudi au vendredi. Les solstices ou les équinoxes sont des dates importantes, comme le 2 février (correspondant à la chandeleur), le 1er mai ou le 1er novembre.
Avec les débuts de l’agriculture se développent les cultes agraires liés à la fertilité, qui perdureront durant toute l’antiquité et nous sont assez bien connus. Les fêtes en l’honneur de Dionysos, les Bacchanales (voir aussi : Bacchantes), les lupercales sont en quelque sorte autant de prototypes antiques de ce que sera le sabbat sorcier, ou plutôt l'esba(t), du Moyen Âge. L’on y arrive alors avant minuit pour partir à l’aube.
Des démonologues tels Jean Bodin pensent que le moment privilégié se situe entre lundi et mardi, moment le plus « saturnien » selon Abraham Aben Ezra (XIIe).

### Danse

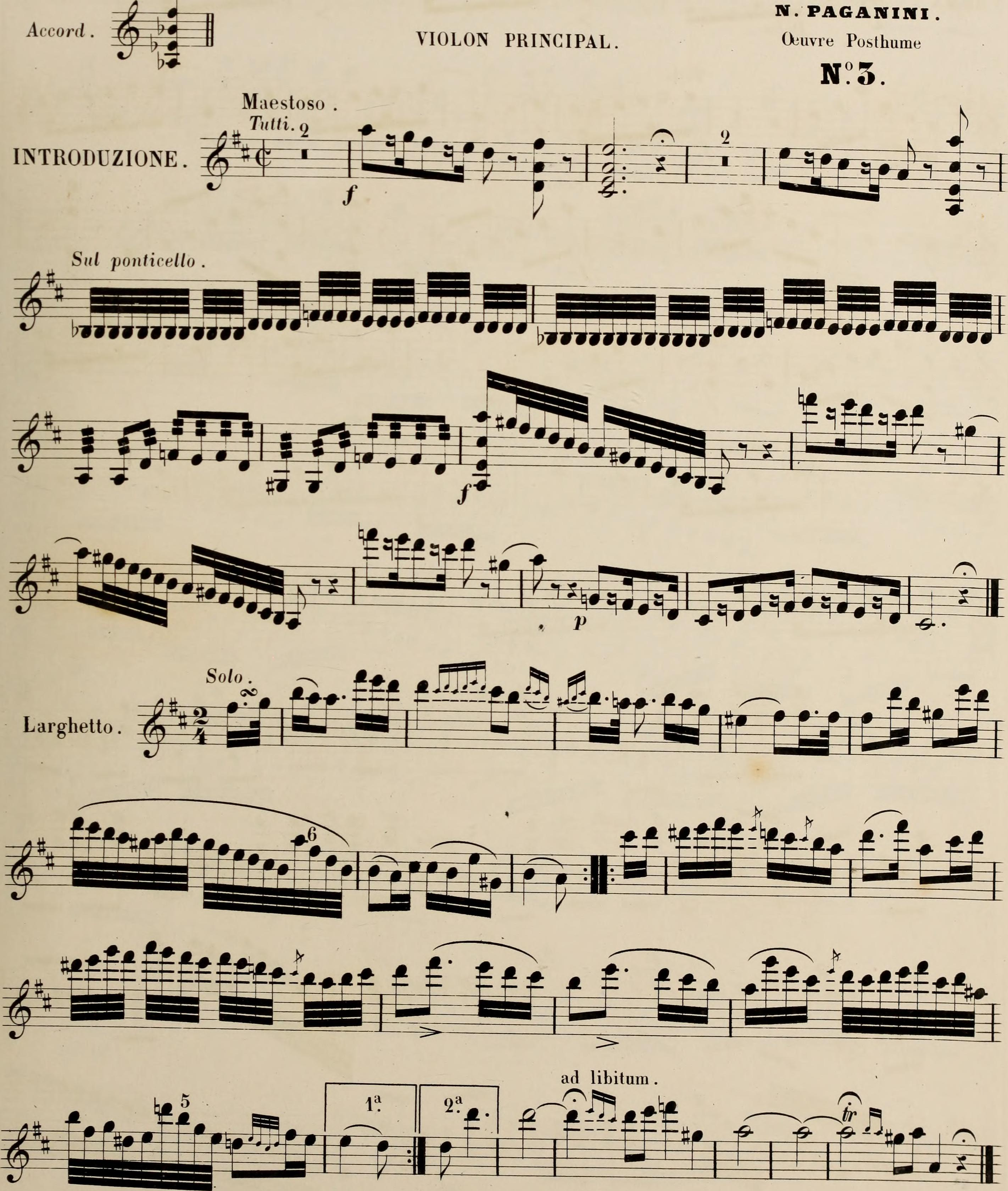
Le Streghe - Danse des sorcières, partition pour violon, Paganini (1851)

La danse est un aspect récurrent — et central peut-être — de ces réunions clandestines, rurales et populaires. On y pratique en particulier des « danses nouvelles », « lubriques » voire endiablées, telles la volte, la chicona ou la sarabande, « danse la plus effrontée et la plus lubrique qui se puisse voir »,, (Pierre de Lancre qui ajoute même que « [les sorcières] ne sont allées au sabbat que pour danser »).
Ces « bals populaires clandestins » libres, où prime l'amusement détaché des contraintes religieuses, où l'on s'ébat (selon une des étymologies susmentionnées), peuvent alors amener à d'autres licences sexuelles ou contre-religieuses.

La danse peut être évoquée sous des auspices plus sombres : 

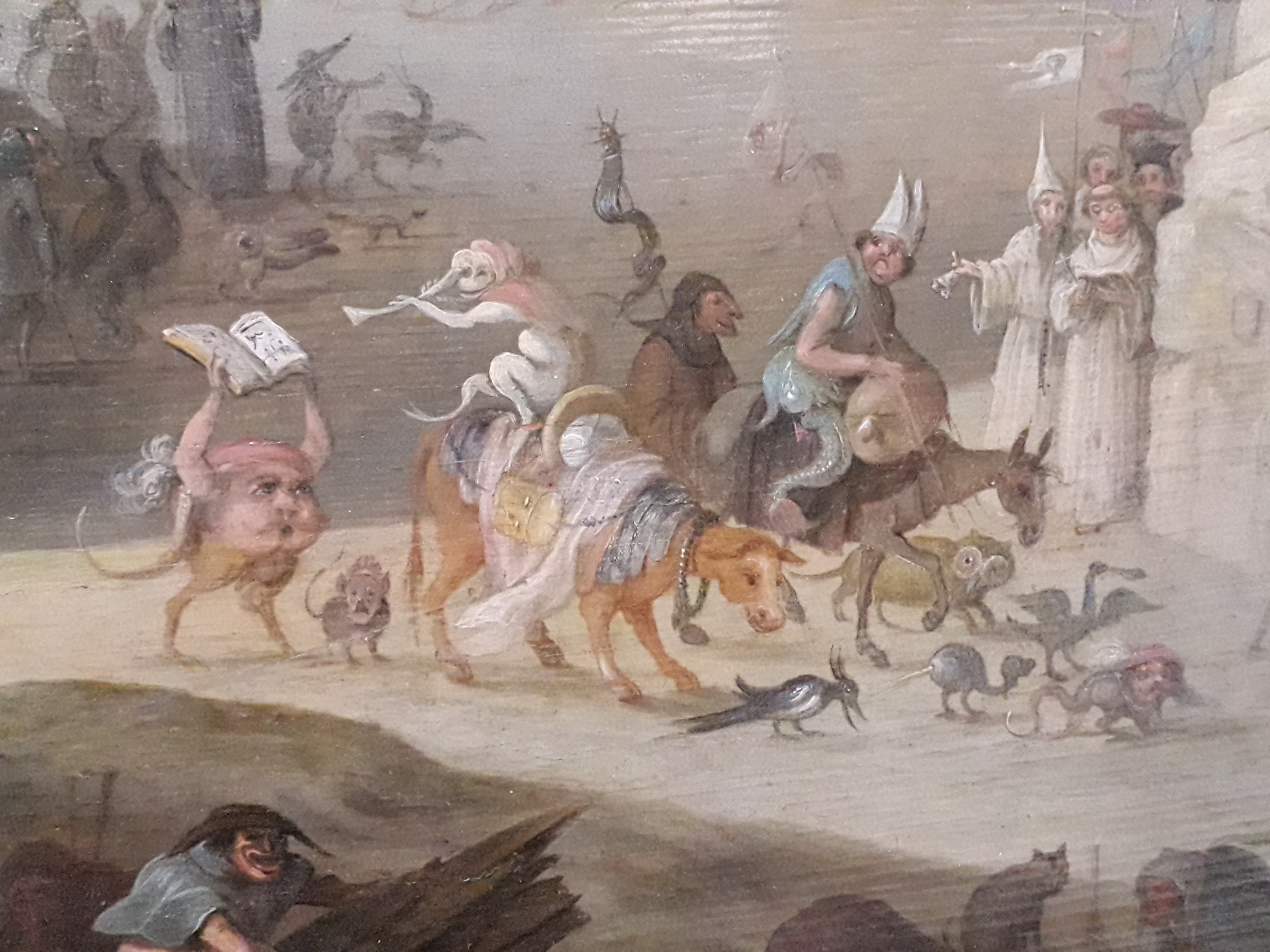
Détail du « Sabbat de sorcières » (Heksensabbat) par Claes Jacobz van der Heck, où est probablement figurée l'analogie juive à travers le personnage monté sur un âne et arborant un (es) coryza propre aux auto da fe de l'Inquisition, et le personnage en arrière-plan portant le chapeau juif imposé à l'époque (1635)

« Lui aussi a voulu chanter Son moulin ; mais la Muse à Blbi a mis pour la circonstance un crêpe à sa crécelle, et siffle, avec des grincements de dents, un air lugubre de Sabbat : il semble, que la ronde maudite s'anime au son d'un glas (...) »

### Débridement sexuel
Les démonologues ont contribué à former l'image de sorcières à la sexualité impétueuse. Dans cette perspective, le sabbat sorcier est représenté comme le prétexte d'orgies sexuelles libérant toutes les transgressions en la matière (inceste, sodomie, bestialité, etc.).
Selon la perspective inquisitoriale, elles marquent le triomphe du feu sombre et stérile du diable par opposition au feu purificateur du bûcher. La représentation du diable sous forme de bouc, visible dès le XVe siècle dans trois enluminures du Traité du crisme de Vauderie du théologien Jean Taincture, renvoie à cette symbolisation sexuelle, en plus d'être une usurpation de l'agneau christique

## Historiographie
À la fin des années 1960, le thème de la sorcellerie est encore périphérique dans les études historiques. Il prend son essor en raison de l’intérêt croissant pour les groupes subalternes, l’essor des mouvements féministes et la redécouverte de cultures menacées ou détruites par le capitalisme. Comme par le passé, les recherches se focalisent d'abord essentiellement sur les persécuteurs plus que sur les persécutés. Dans un essai paru en 1967 dans l'ouvrage The Crisis of the Seventeenth Century, Hugh Trevor-Roper justifie cette approche en considérant que ces croyances ne deviennent dignes d'être étudiées qu'en raison de leur adoption par des hommes cultivés. Cependant, les chercheurs se sont plus généralement efforcés de délimiter le domaine et d'intégrer les apports des sciences sociales, comme l'anthropologue Alan Macfarlane, attentif aux mécanismes d'accusations de sorcellerie plutôt qu'à leur causes.
En 1921, Margaret Murray, dans The Witch-Cult in Western Europe, soutient que le sabbat était la cérémonie centrale d'un culte préchrétien lié à la fertilité. Cette thèse a été cependant réfutée par l'historiographie ultérieure. Murray a notamment interprété les procès en sorcellerie comme des comptes rendus fiables et non des croyances qui ne fournissent aucune preuve d'un culte organisé. Néanmoins, cette démarche témoigne d'un effort pour intégrer la dimension symbolique des croyances, à rebours d'une historiographie influencée par le fonctionnalisme anthropologique, comme l'illustre l'imposante monographie de Keith Thomas parue en 1971, Religion and the Decline of Magic, qui avance des explications sociologiques, psychologiques et intellectuelles.
Si des historiens comme Richard Kieckhefer (en) ont défendu l'idée d'une origine avant tout savante du sabbat, forgé par les inquisiteurs et les démonologues, cette conclusion a été récusée par la mise en évidence de l’intégration de croyances anciennes et dispersées dans la culture populaire. Dans son étude Le sabbat des sorcières, l'historien Carlo Ginzburg, en admettant l'absence de valeur scientifique des travaux de Murray, entend montrer qu'ils détiennent un noyau de vérité en prenant au sérieux les aveux des sorcières sans y chercher l'indice d'un culte avéré, autrement dit de dégager la réalité de superstitions et de pratiques folkloriques. L'une des difficultés de cette recherche tient à la nature de cette documentation inquisitoriale, trahissant les catégories de pensée des persécuteurs. La différence entre les récits stéréotypés de sabbats diaboliques et les récits des accusés trahit l'existence d'un modèle culturel écarté, qui amène Ginzburg à formuler l'hypothèse de racines folkloriques du sabbat.

## Controverse sur la réalité d'un sabbat démoniaque
Les descriptions des « sabbats » ont été faites ou publiées par des prêtres, des juristes et des juges qui n'ont jamais participé à ces rassemblements, ou ont été transcrites au cours des procès de sorcellerie. Que ces témoignages reflètent des événements réels est, pour nombre d'études actuelles, considéré comme douteux. L'historien Norman Cohn a soutenu contre Margaret Murray qu'ils étaient déterminés en grande partie par les attentes des interrogateurs et la libre association de la part de l'accusé, et ne reflétaient que l'imagination populaire de l'époque, influencée par la superstition, la peur et l'intolérance religieuse. Certains des récits existants du « sabbat  sorcier » ont été donnés lorsque le témoin était torturé, prompt ainsi à accepter les suggestions qui lui étaient faites.
Si peu de voix contemporaines plaident pour un voyage au sabbat « par illusion » ou « en imagination », tels Jean Wier, Friedrich Spee, Alonso de Salazar y Frías ou Gabriel Naudé, l’Église se référant au concile d'Ancyre admettra au XIXe siècle que les « sabbats » étaient des « rêveries et des illusions ». Elle recommandait dès 1657 « la plus grande prudence » dans les jugements, par la voix du pape Alexandre VII.
Les participants ne semblent pas nécessairement avoir eu conscience d'intégrer une cérémonie mystique ou satanique ; si beaucoup se déclarent contraints d'aller à la hideuse réunion, d'autres soulignent la liberté de mœurs, le plaisir du banquet et de la danse, « un si agréable séjour et des amusements si délicieux ». Le magistrat Pierre de Lancre reconnaît qu'une accusée, « très belle femme [...], ne croyait faire aucun mal d'aller au sabbat ». Une autre, sans malice, s'étonne même « qu'une chose si agréable et si plaisante soit punie ou recherchée ». Les minutes des procès notaient-elles les paroles du prévenu, ou ses acquiescements contraints face au juge ?
Fête paysanne areligieuse plus que païenne, elle présente des points communs avec le carnaval citadin (et Halloween/Samain, « carnaval de Novembre »), dont le plus visible (outre la danse, la transgression, voire l'inversion et les repas carnés) est le masque (différent selon le rang social, il confère peut-être l'anonymat à tel notable civil ou religieux et évite les dénonciations), en italien masca. Exutoire ou manifestation de la liberté des sens, cette fête ne peut que provoquer l'angoisse et l'hostilité des garants de la moralité, surtout si des femmes y trouvent hardiesse et contentement. Il s'ensuit un dramatique quiproquo où les paysans confessent sans arrière-pensée une fête populaire là où les accusateurs y voient une atteinte scandaleuse à l'autorité et à la morale.

Le « sabbat » démoniaque, en tant que tel, pourrait bien n'être qu'une invention fantasmée, de ceux qui le recherchaient,, qu'une vision romantique des thuriféraires actuels. 

« Il n'y avait probablement pas de sabbat dans cette région [pays basque] avant l'arrivée de Lancre, conseiller au Parlement de Bordeaux, tout au plus quatre fêtes saisonnières auxquelles une fille lui confesse d'être allée. Dès qu'il commence son office d'Inquisiteur, il y en a un tous les lundis, puis toutes les nuits ; et peut-être que quelques-uns ont été organisés réellement, par défi. »

— S.Alexandrian, op. cit.

« Répétons-le : on n'a aucune preuve de l'existence réelle d'un culte des sorcières, ni qu'il ait jamais existé un groupe de personnes ayant pratiqué un rituel interprétable comme de la sorcellerie. »

— Brian P. Levack, La grande chasse aux sorcières

## Représentations dans l'art et la littérature

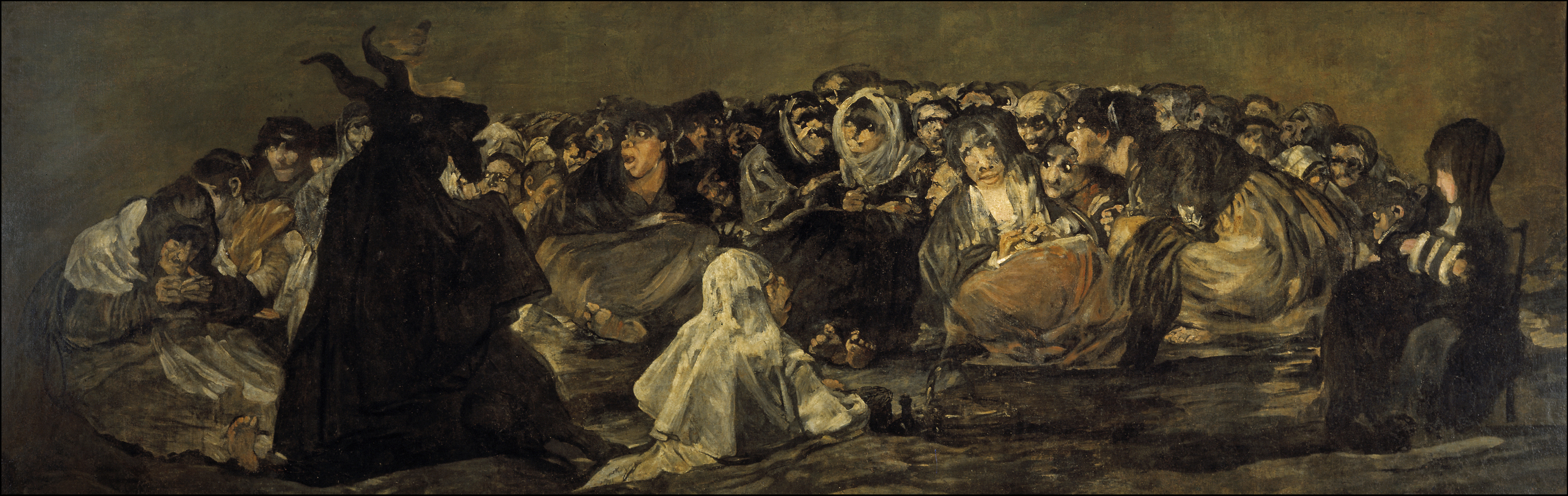
Francisco de Goya
Sabbat de sorcières

Peut-être influencé par le Le Colloque des chiens de Cervantès, l’univers de la sorcellerie inspire trente œuvres à Francisco de Goya (sept peintures et 23 gravures), dont plusieurs évoquent le sabbat et des thèmes connexes, comme les métamorphoses animales, le badigeonnage d’onguents et le vol des sorcières. Ainsi, dans Aguarda que te unten, une sorcière se prépare à s'envoler sous la forme d'un bouc. Le caractère stéréotypé des analogies thématiques entre l'écrivain et l’artiste ne suffit à prouver une inspiration directe mais illustre en revanche que ce fond culturel commun est une source de créativité pérenne.
La quinzième lithographie de la série d'Eugène Delacroix utilisée pour illustrer le Faust de Goethe représente Marguerite au sabbat. Elle se distingue par ses dimensions singulières, son horizontalité et la scène secondaire qui s'inscrit dans la scène principale. Elle montre la vision de Marguerite à la fin de la cérémonie, les cheveux tirés par un démon, alors que Faust la regarde les yeux écarquillés et Méphistophélès détourne les yeux.
Dans les années 1820, le sabbat sorcier devient un thème du romantisme français. Ainsi, les Infernaliana de Charles Nodier  décrit une telle cérémonie en reprenant les stéréotypes des démonologues, et Victor Hugo dans le poème « La Ronde du Sabbat » du recueil Odes et Ballades l’apparente à la messe noire. Le nombre, l’agitation, le bruit sont des constantes héritées de la représentation traditionnelle des Enfers. Plus généralement, le sabbat alimente les représentations sociales de la nuit parisienne, aussi bien dans les fêtes carnavalesques que la hantise des milieux populaires et du chaos politique.

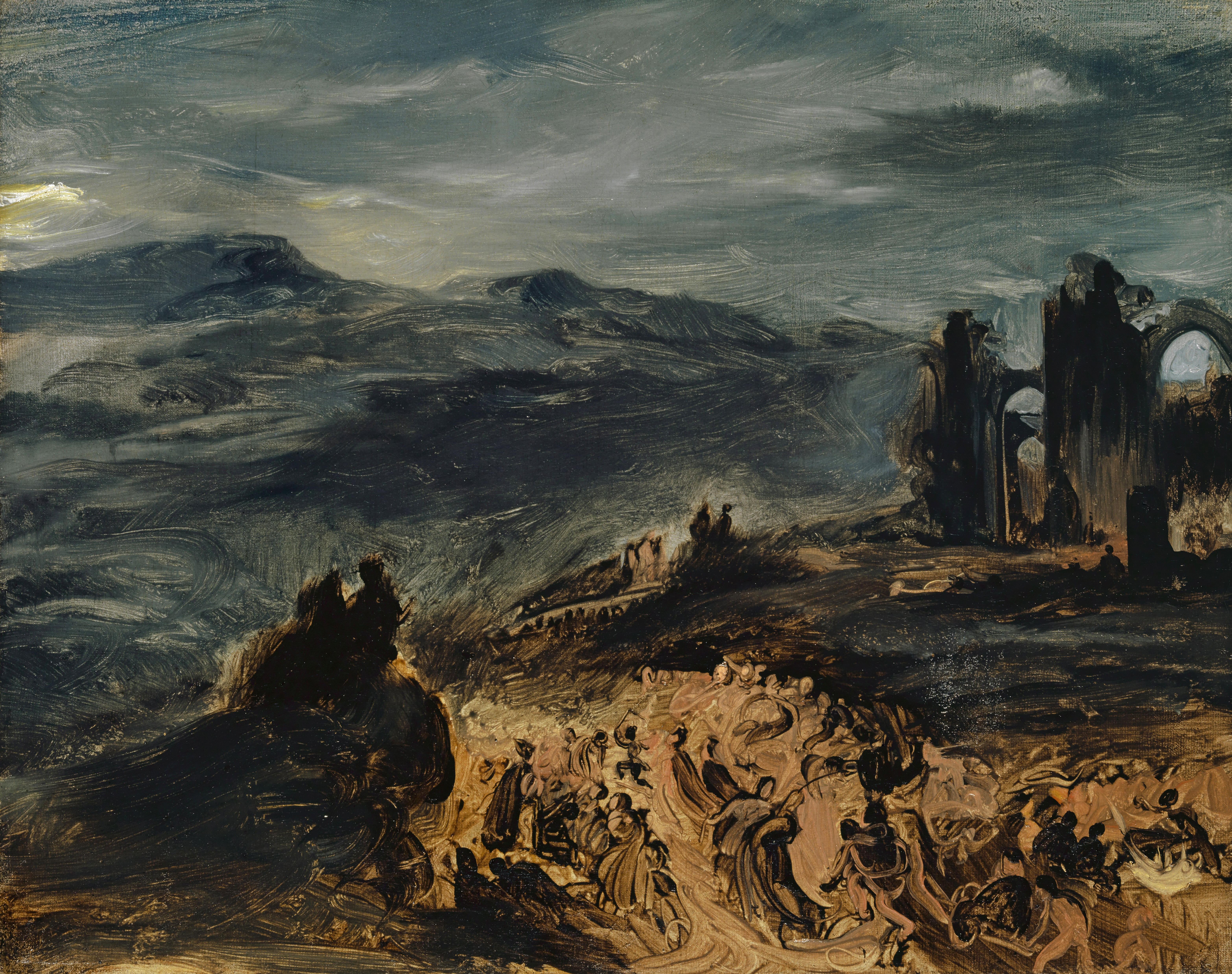
Scène de Sabbat Eugène Delacroix, 1831-1833 Kunstmuseum (Bâle)

### Sources primaires
- Martine Ostorero (éd.), Agostino Paravicini Bagliani (éd.), Kathrin Utz Tremp (éd.) et Catherine Chène (éd.), L'imaginaire du sabbat : édition critique des textes les plus anciens (1430 c. - 1440 c.), Lausanne, Cahiers lausannois d'histoire médiévale, coll. « Cahiers Lausannois d'Histoire Médievale » (no 26), 1999, 571 p. (ISBN 2-940110-16-6, présentation en ligne), [présentation en ligne].L'ouvrage réunit les sources primaires suivantes : Rapport sur la chasse aux sorciers et aux sorcières menée dès 1428 dans le diocèse de Sion, par Hans Fründ ; Formicarius (livre II, chapitre 4 et livre V, chapitres 3,4 et 7) par Johannes Nider ; Errores gazariorum seu illorum qui scopam vel baculum equitare probantur, anonyme ;  Ut magorum et maleficiorum errores , par Claude Tholosan ; Le champion des dames, livre IV, vers 17377-18200, par Martin Le Franc.

#### Ouvrages
- Norman Cohn (trad. Sylvie Laroche et Maurice Angeno), Démonolâtrie et sorcellerie au Moyen Âge : fantasmes et réalités [« Europe's inner demons »], Paris, Payot, coll. « Bibliothèque historique », 1982, 317 p. (présentation en ligne), [présentation en ligne].
- Carlo Ginzburg (trad. de l'italien par Monique Aymard), Le sabbat des sorcières [« Storia notturna : una decifrazione del sabba »], Paris, Gallimard, coll. « Bibliothèque des histoires », 1992, 423 p. (ISBN 2-07-072741-6, présentation en ligne). En poche : Carlo Ginzburg (trad. de l'italien par Monique Aymard), Le sabbat des sorcières, Paris, Gallimard, coll. « Folio histoire » (no 318), 2022, 692-14 pl. (ISBN 978-2-07-297141-9).
- Nicole Jacques-Chaquin (dir.) et Maxime Préaud (dir.), Le sabbat des sorciers en Europe (XVe-XVIIIe siècles) : colloque international ENS Fontenay-Saint-Cloud, 4-7 novembre 1992, Grenoble, Jérôme Millon, 1993, 442 p. (ISBN 2-905614-85-4).
- Martine Ostorero (dir.), Georg Modestin (dir.) et Kathrin Utz Tremp (dir.), Chasses aux sorcières et démonologie : entre discours et pratiques (XIVe – XVIIe siècles), Florence, SISMEL - Edizioni del Galluzzo, coll. « Micrologus' Library » (no 36), 2010, XXVIII-447 p. (ISBN 978-88-8450-392-3, présentation en ligne).
- Martine Ostorero (préf. Agostino Paravicini Bagliani), Le diable au sabbat : littérature démonologique et sorcellerie, 1440-1460, Florence, SISMEL - Edizioni del Galluzzo, coll. « Micrologus' Library » (no 38), 2011, XVII-806 p. (ISBN 978-88-8450-402-9, présentation en ligne).
- Martine Ostorero, « Folâtrer avec les démons » : sabbat et chasse aux sorciers à Vevey (1448), Lausanne, Université de Lausanne, coll. « Cahiers lausannois d'histoire médiévale » (no 47), 2008, 2e éd. (1re éd. 1995), XV-323 p. (ISBN 978-2-940110-61-2 et 2-940110-61-1, présentation en ligne).
- Christine Planté (dir.), Sorcières et sorcelleries, Lyon, Presses universitaires de Lyon, coll. « Cahiers masculin-féminin », 2002, 139 p. (ISBN 2-7297-0698-4, présentation en ligne).
- Jean-Michel Sallmann, Les Sorcières fiancées de Satan, Paris, Gallimard, coll. « Découvertes Gallimard / Culture et société » (no 57), 1989, 192 p. (ISBN 2-07-053077-9, présentation en ligne).
- Laurence Wuidar, Fuga Satanae : musique et démonologie à l'aube des temps modernes, Genève, Droz, coll. « Cahiers d'Humanisme et Renaissance » (no 150), 2018, 337 p. (ISBN 978-2-600-05868-1, présentation en ligne), [présentation en ligne].

#### Articles
- Christine Ferlampin, « Le sabbat des « vieilles barbues » dans Perceforest », Le Moyen Âge, t. XCIX (5e série, tome 7), nos 3-4,‎ 1993, p. 471-504 (lire en ligne).
- Pierre-François Fournier, « Étymologie de sabbat, « réunion rituelle de sorciers » », Bibliothèque de l'École des chartes, Paris / Genève, Librairie Droz, t. 139, livraison 2,‎ 1981, p. 247-249 (lire en ligne).
- Carlo Ginzburg (trad. Elsa Bonan), « Présomptions sur le sabbat », Annales. Économies, Sociétés, Civilisations, Paris, Armand Colin, no 2,‎ mars-avril 1984, p. 341-354 (lire en ligne).
- Danièle Iancu-Agou, « Le diable et le juif : représentation médiévales iconographiques et écrites », dans Le diable au Moyen Âge : Doctrine, problèmes moraux, représentations, Presses universitaires de Provence, coll. « Senefiance », 17 janvier 2014 (ISBN 9782821835894, lire en ligne), p. 259–276
- Sherill Mulhern, « Satanisme électronique : le sabbat high-tech », dans Scientifictions. La revue de l'imaginaire scientifique, vol. 2, Amiens, Encrage, coll. « Interface », 1997 (ISBN 2-906389-84-6, présentation en ligne), p. 11-28.
- Martine Ostorero, « Itinéraire d'un inquisiteur gâté : Ponce Feugeyron, les juifs et le sabbat des sorciers », Médiévales, Presses universitaires de Vincennes, no 43,‎ automne 2002, p. 103-117 (lire en ligne).
- Freddy Raphaël, « Juifs et sorcières dans l'Alsace médiévale », Revue des Sciences Sociales de la France de l'Est, 1974, n° 3